# Discopeltis fairmairei
Discopeltis fairmairei är en skalbaggsart som beskrevs av Ruter 1948. Discopeltis fairmairei ingår i släktet Discopeltis och familjen Cetoniidae. Inga underarter finns listade i Catalogue of Life.